# Ley de Bioseguridad de Organismos Genéticamente Modificados de México
La Ley de Bioseguridad de Organismos Genéticamente Modificados (LBOGM) es una ley federal de México. Fue aprobada el 14 de diciembre de 2001 por la Cámara de Diputados. Los detractores de la ley se refieren a la misma como Ley Monsanto, al considerar que favorece a los intereses de empresas transnacionales como Monsanto. Por eso, y por supuestas irregularidades en el proceso de elaboración de la propuesta, la ley ha sido fuertemente criticada por grupos ambientalistas como Greenpeace.
Leyes como ésta ya han sido aprobadas en otros países de América Latina, como Perú, y están prohibidas en varios países de Europa. En Chile durante el gobierno de Michelle Bachelet en 2009 un proyecto de ley del mismo tipo entra en tramitación, sin embargo en 2014, su actual mandato decidió eliminar esta ley, marcando el fin de Monsanto en Chile.